# Feuerwalze (Film)
Feuerwalze (Originaltitel: Firewalker) ist eine US-amerikanische Abenteuerkomödie aus dem Jahr 1986 mit Kampfsport- und Outdoor-Elementen. Regie führte J. Lee Thompson. Produziert wurde der Film von Cannon Films; Chuck Norris, Louis Gossett Jr und Melody Anderson spielen dabei die Hauptrollen.

## Handlung
Die erfolglosen Abenteurer Max Donigan (Chuck Norris) und Leo Porter (Louis Gossett Jr.) fliehen in einem Jeep vor einem chinesischen General durch eine Wüste. Sie werden gefangen und an vier Pflöcken in der Sonne gefesselt. Mit einer Glasscherbe können sich die beiden befreien.
In einer Spelunke werden sie von der geheimnisvollen Patricia Goodwin (Melody Anderson) angeheuert, um in Südamerika nach einem Aztekenschatz zu suchen. In einer Höhle finden sie Hinweise auf spanische Einwanderer und einen goldenen Aztekendolch. Der Medizinmann Großer Adler erzählt ihnen von der Besiedlung durch Spanier, Azteken und Maya im 16. Jahrhundert. Dabei erfahren sie auch von Feuerwalze und seinem Goldschatz. Sie beschließen, den Schatz in San Miguel zu suchen. In der Nacht wird ein Mordanschlag auf Max verübt, den der Schamane El Coyote in Auftrag gegeben hat. In einem spirituellen Beschwörungskampf kann Großer Adler den Mordanschlag abwenden.
In San Miguel treffen sie auf einen Mann namens Boggs, der ihnen Informationen verkauft, die sie in das Dorf Chajal führen. Verkleidet als christliche Geistliche reisen sie mit dem Zug dorthin. Als der Zug von Soldaten angehalten wird, sollen sie einem Mann die Sterbesakramente sprechen. Es stellt sich heraus, dass der Mann nicht schwer verwundet ist und überleben wird. Die falschen Geistlichen können ungehindert nach Chajal weiterreisen.
Dort angekommen müssen die drei feststellen, dass das Dorf zerstört ist. Sie werden von Soldaten verfolgt und schließlich gefangen genommen. Der Anführer dieser Männer ist ein alter Freund von Max – Corky Taylor. Dieser nimmt die drei freundlich auf und gibt ihnen für die Weiterreise einen VW Käfer, mit dem sie durch den Dschungel fahren.
In der Nacht ist Leo plötzlich spurlos verschwunden. Nach langer Suche machen sich Max und Patricia auf den Weg tiefer in den Dschungel. Nach dem Verlust ihres Autos in einem Fluss gehen sie zu Fuß weiter und finden den Tempel. Dort suchen sie nach dem Schatz und stoßen in einer Höhle auf Leo, der gefesselt über brodelndem Wasser hängt. El Coyote bietet Leos Leben gegen den Aztekendolchs. Nach langen Verhandlung darf Patricia gehen, Max übergibt den Dolch. Während Leo und Max aus der Höhle fliehen, will El Coyote Patricia in einem Ritual opfern, mit dem er die Macht seines Großvaters Feuerwalze zu erhalten hofft. In letzter Sekunde kann Max den Schamanen erschießen. Patricia kommt auf die Idee, den Aztekendolch in den Opfertisch zu stecken. Damit öffnet sich ein Zugang zur unteren Ebene. Dort finden sie das erwartete Gold.
Reich beladen mit dem Gold versuchen sie, den Tempel zu verlassen. Dabei treffen sie erneut auf El Coyote, der den Schuss überlebt hat. Es kommt zum Kampf. Patricia stößt den Dolch in den Rücken des Schamanen. Dann streut sie den Inhalt eines Beutels, den ihr Großer Adler ihr gegeben hatte, über dem Schamanen und verlässt mit ihren Freunden den Tempel. Der Körper des Schamanen geht in Flammen auf.
Der Film endet in einem Restaurant am Meer. Wie sie es sich erträumt haben, sitzen sie zusammen bei gutem Essen und Wein in einem Paradies. Doch im Hintergrund steht der chinesische General an der Bar.

## Hintergrund
Die Produktionskosten des Films beliefen sich auf etwa 9 Millionen US-Dollar. Die Dreharbeiten fanden vollständig in Mexiko statt.
Die ursprüngliche Schnittfassung belief sich auf eine Länge von mehr als 120 Minuten, wurde aber auf Anweisung des Produzenten Menahem Golan auf etwas mehr als 100 Minuten gekürzt. An den US-amerikanischen Kinokassen nahm der Film etwa 12 Millionen US-Dollar ein.

## Kritiken
- „(…) ein phantasieloser Film mit billigsten Witzchen.“ (Wertung: FLOP) – Adolf Heinzlmeier und Berndt Schulz in Lexikon „Filme im Fernsehen“(Erweiterte Neuausgabe). Rasch und Röhring, Hamburg 1990, ISBN 3-89136-392-3, S. 227
- Das Lexikon des internationalen Films kritisiert nicht nur den Film als „tempoarm“ und „handwerklich mangelhaft“ sondern auch die Synchronisation, die den Film „vollends auf Klamotten-Niveau“ herabdrücke.[3]